# Cantone di Celles-sur-Belle
Il Cantone di Celles-sur-Belle è una divisione amministrativa dell'arrondissement di Niort.
A seguito della riforma approvata con decreto del 18 febbraio 2014, che ha avuto attuazione dopo le elezioni dipartimentali del 2015, è passato da 9 a 27 comuni.

## Composizione
I 9 comuni facenti parte prima della riforma del 2014 erano:
- Aigonnay
- Beaussais-Vitré
- Celles-sur-Belle
- Fressines
- Mougon
- Prailles
- Sainte-Blandine
- Saint-Médard
- Thorigné

Dal 2015 i comuni appartenenti al cantone sono i seguenti 27:
- Aigonnay
- Avon
- Beaussais-Vitré
- Bougon
- Celles-sur-Belle
- Chenay
- Chey
- La Couarde
- Exoudun
- Fressines
- Lezay
- Messé
- La Mothe-Saint-Héray
- Mougon
- Pamproux
- Prailles
- Rom
- Saint-Coutant
- Saint-Médard
- Sainte-Blandine
- Sainte-Soline
- Salles
- Sepvret
- Soudan
- Thorigné
- Vançais
- Vanzay